# Peter Odemwingie
Osaze Peter Odemwingie (* 15. Juli 1981 in Taschkent, russisch Осазе Питер Одемвингие Osase Piter Odemwingie) ist ein nigerianischer ehemaliger Fußballspieler mit russischer Mutter und nigerianischem Vater. Er besitzt auch den russischen Pass.

## Karriere
Der Stürmer stammt aus der Jugendabteilung des PFK ZSKA Moskau, bei dem er 1998 Profi wurde. Nach einer Saison verließ er Russland und ging in die Heimat seines Vaters nach Nigeria zum Bendel Insurance FC. Dort empfahl er sich für ein Engagement in Europa. Zu Beginn der Spielzeit 2002/03 nahm der belgische Verein R.A.A. La Louvière Odemwingie unter Vertrag. In seinem ersten Jahr konnte er mit dem Team den belgischen Fußball-Pokal gewinnen.
Vor der Saison 2005/06 ging Odemwingie nach Frankreich und unterschrieb einen Vertrag beim OSC Lille. Für den OSC traf er in 75 Spielen 23-mal. Im Sommer 2007 wechselte Odemwingie zu Lokomotive Moskau, wo er einen Vierjahresvertrag unterschrieb. Die Ablösesumme betrug 10 Millionen Euro. Nach 74 Spielen und 20 Toren wechselte er im August 2010 für zwei Millionen Pfund zum englischen Verein West Bromwich Albion. In seinem ersten Spiel für seinen neuen Arbeitgeber erzielte er gegen den AFC Sunderland sein erstes Tor.
Seit dem 3. September 2013 stand Odemwingie beim Aufsteiger in die Premier League, Cardiff City, unter Vertrag.
Am 28. Januar 2014 wechselte Odemwingie zu Stoke City, wo er einen Vertrag bis zum 30. Juni 2015 unterschrieb. Im Gegenzug wechselte Kenwyne Jones nach Cardiff.

## Nationalmannschaft
Peter Odemwingie spielte bislang 49 Mal für Nigeria und konnte dabei zehn Tore erzielen. Mit der Mannschaft nahm er auch an der Afrikameisterschaft 2004 teil, wo er in fünf Spielen drei Tore erzielte. Beim Africa Cup 2010 traf er zweimal.
Bei der Fußball-Weltmeisterschaft 2014 traf er im zweiten Gruppenspiel Nigerias gegen Bosnien und Herzegowina in der 29. Spielminute zum spielentscheidenden 1:0-Siegtreffer.